# Marek Freudenreich
Marek Freudenreich (ur. 3 maja 1939 w Poznaniu) – polski grafik, twórca plakatów, pedagog PWSSP w Gdańsku.

## Życiorys
Studiował w Akademii Sztuk Pięknych w Warszawie, dyplom w 1963 r. w pracowni profesora Henryka Tomaszewskiego. W Państwowej Wyższej Szkole Sztuk Plastycznych w Gdańsku (obecna nazwa: Akademia Sztuk Pięknych w Gdańsku) pracował w latach 1972–1983, prowadził Pracownię Podstaw Projektowania Graficznego. Od 2009 roku pracuje na Wydziale Sztuki Nowych Mediów w Polsko-Japońskiej Akademii Technik Komputerowych w Gdańsku.